# واسیل بوبروفنیکوف
واسیل بوبروفنیکوف (اوکراینی: Василь Валентинович Бобровников؛ زادهٔ ۸ نوامبر ۱۹۷۱) بازیکن هاکی روی یخ اهل اوکراین است.وی همچنین از بازیکنان هاکی روی یخ در المپیک زمستانی ۲۰۰۲ بوده است.